# Rhyacophila bicostata
Rhyacophila bicostata är en nattsländeart som beskrevs av Sun och Yang 1995. Rhyacophila bicostata ingår i släktet Rhyacophila och familjen rovnattsländor. Inga underarter finns listade i Catalogue of Life.